# E-Werke Frastanz
Die E-Werke Frastanz (EW) sind ein konzessioniertes Energieversorgungsunternehmen im österreichischen Bundesland Vorarlberg  und das einzige in Vorarlberg, welches gänzlich im Privateigentum steht und eine Grundversorgung im Rahmen eines Elektrizitätsunternehmens erbringt.
Die E-Werke Frastanz versorgen seit 1910 die Marktgemeinde Frastanz sowie Teile von Nenzing mit elektrischer Energie. Das Unternehmen betreibt dafür Wasser- und Biomasseheizkraftwerke sowie Photovoltaikanlagen. Darüber hinaus sind die E-Werke Frastanz im Energieanlagenbau, in der Elektroinstallation und im Elektrofachhandel tätig. Insgesamt werden über 85 Mitarbeiter beschäftigt.

## Geschichte
Die Geschichte der E-Werke Frastanz basiert auf Firmenangaben.

### Elektrische Kraftwerke

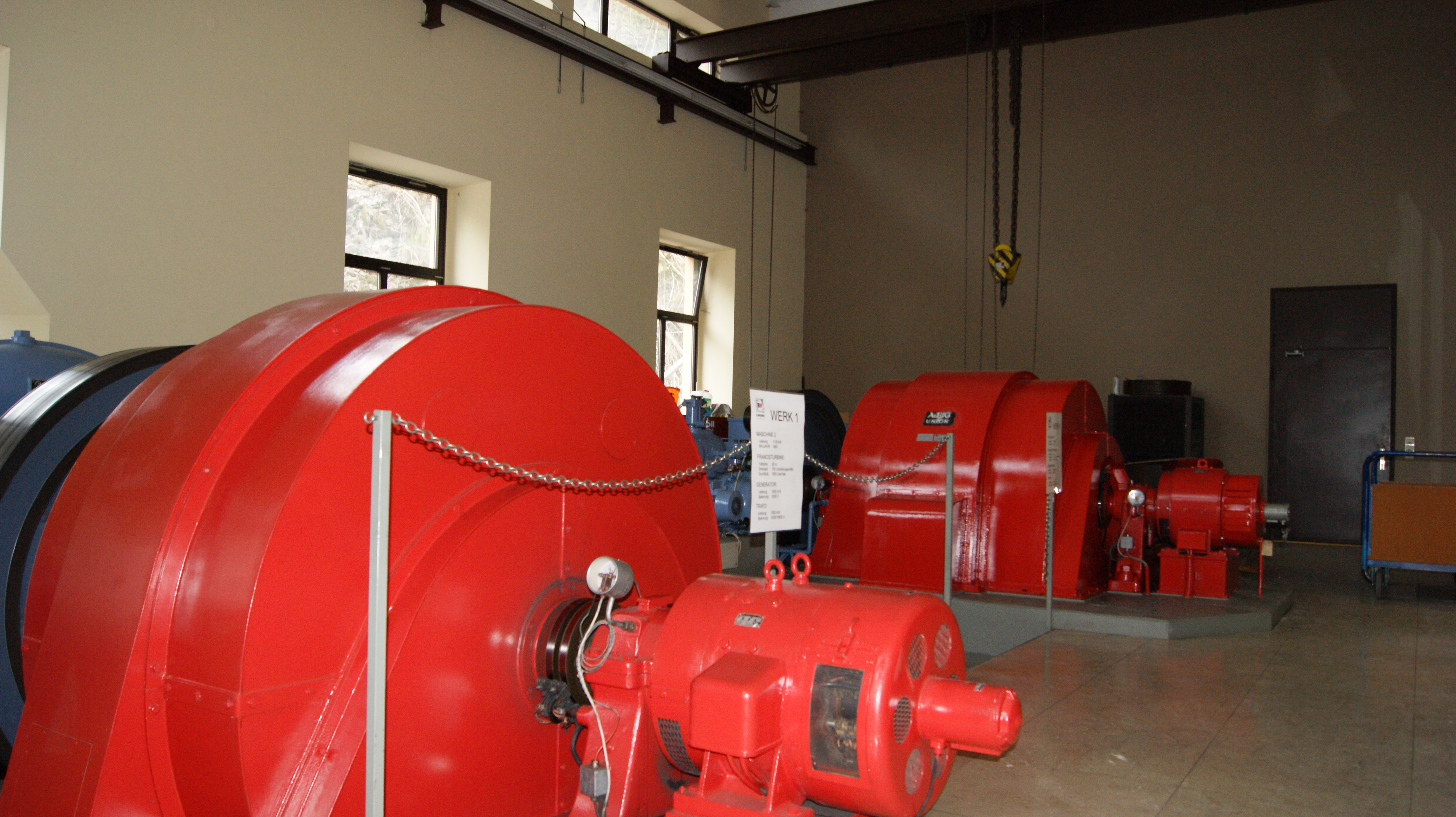
Werk 1 im Saminatal der E-Werke Frastanz mit zwei Francis-Turbinen

1908 erhielten Kaspar Hartmann, Josef Wieser und Johann Georg Reisch die behördliche Bewilligung zum Bau einer elektrischen Wasserkraftanlage am Saminabach. Im selben Jahr wurde zur Finanzierung eine Genossenschaft gegründet. Die Bauarbeiten begannen 1909 und bereits Ende Juli 1910 konnte der Kraftwerk-Probebetrieb aufgenommen werden. 1956 bis 1957 wurde im Saminatal ein Freispiegelstollen (2005 saniert) und ein Wasserkraftwerk (Maschine I) mit Wehranlage (2002 erneuert) errichtet, welches 1963 erweitert (Maschine II) und 1980 bis 1985 modernisiert wurde. 1987 wurde das Wasserkraftwerk der ehemaligen Textilwerke Ganahl (1986 wurde der Betrieb eingestellt) in Frastanz erworben (nun Werk 2) und 1991 das Wasserkraftwerk „untere Fabrik“ (Werk 3) neu gebaut.

### Energieversorgungsnetz
Parallel zur Errichtung der Kraftwerke wurde ein Versorgungsnetz für die Verteilung der elektrischen Energie aufgebaut. Anfang Dezember 1910 konnte die Pfarrkirche Frastanz erstmals elektrisch beleuchtet werden. Seit 1960 lag der Ausbauschwerpunkt auf der Errichtung eines Erdkabel-Verteilungsnetzes. 2008 wurde das Konzessionsgebiet auf die Alpe Gamp (Nenzing, 1564 m ü. A.) erweitert.
Auf Grund der Energiemarktliberalisierung in der Europäischen Union wurde mit den Vorarlberger Kraftwerken (VKW) eine Vertriebskooperation eingegangen, die 2006 in einen Betriebsführungsvertrag für den Energiehandel mit den VKW mündete.

### Sonstige Tätigkeit
- Seit 1933 werden von den E-Werken Frastanz auch Elektroinstallationstätigkeiten angeboten und seit 1970 ein Fachmarkt für Elektrogeräte in Frastanz betrieben.
- 1988 wurde das Blockheizkraftwerk Hauptschule Frastanz und 1991 das Blockheizkraftwerk Volksschule errichtet. 2009 wurde das Heizwerk und Nahwärmenetz für das Ortszentrum in Frastanz errichtet (Biowärme Frastanz).
- 1997 wurde der Museumsverein E-Werke Frastanz, welcher das Vorarlberger Elektromuseum betreibt, gegründet.[5]
- Seit 1998 wird eine eigene Abteilung für Anlagenbau betrieben. 2005 wurde das Kabel-TV-Netz der Fa. Elektro Gassner erworben.

## Kraftwerke der EW

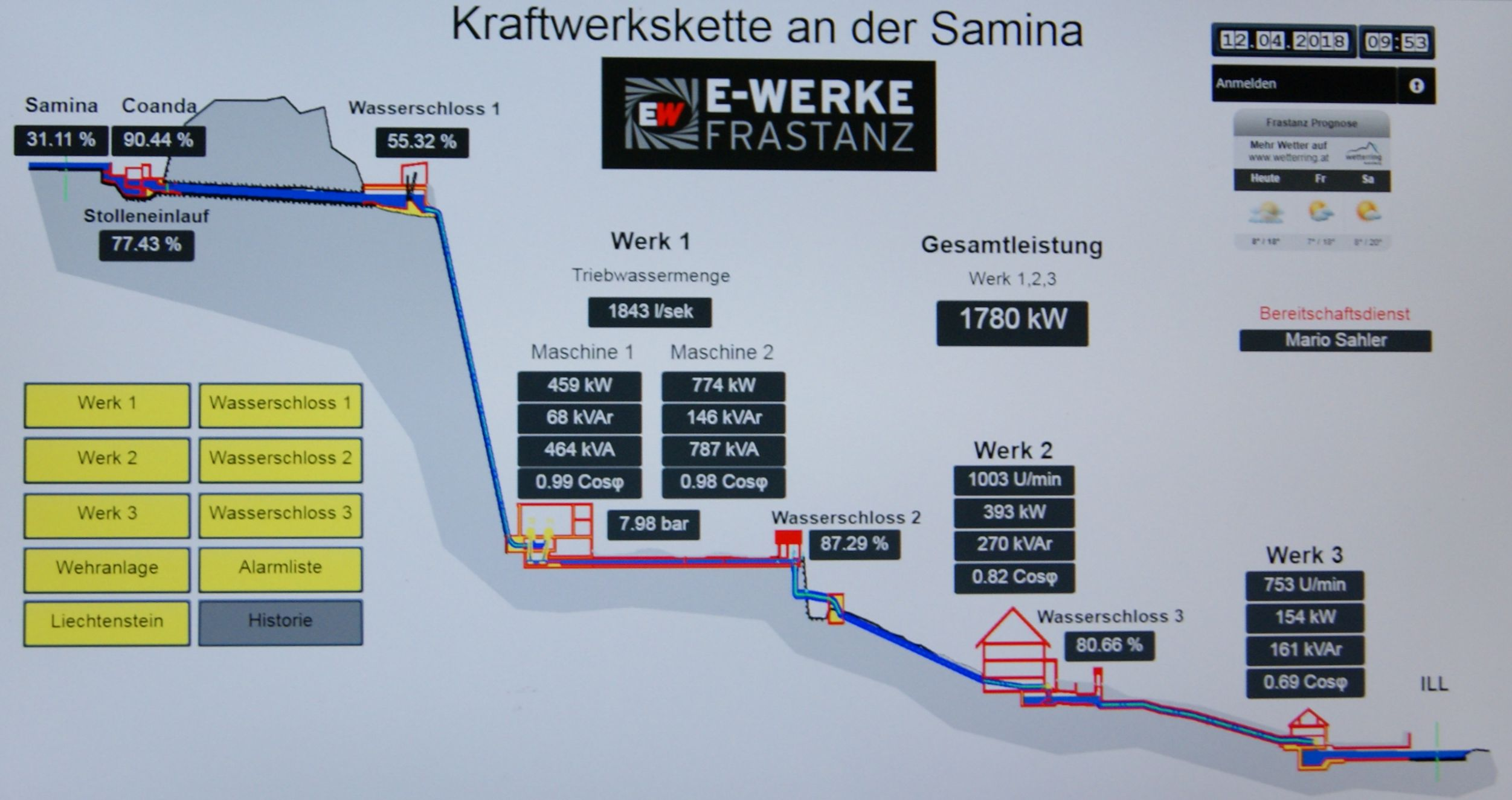
Übersicht der Kraftwerke der E-Werke Frastanz

Der Kraftwerkspark der E-Werke Frastanz besteht aus drei Werken zur elektrischen Energieumwandlung mit insgesamt vier Turbinen:
- Werk 1, Saminatal, zwei Francisturbinen mit 840 bzw. 1130 kW,
- Werk 2, Energiefabrik (ehemals Textilwerke Ganahl), Ossberg Durchströmturbine mit 500 kW,
- Werk 3, Bradafos, Ossberg Durchströmturbine mit 195 kW,

sowie dem
- Biowärmekraftwerk, Energiefabrik, 1,6 MW (90 % Biomasse),
- Blockheizkraftwerk Hauptschule Frastanz,
- Blockheizkraftwerk Volksschule Frastanz.

## Lehrlingsausbildung
Die EW bilden Lehrlinge am Standort Frastanz aus. 1998 wurden die E-Werke mit dem Prädikat: Ausgezeichneter Lehrbetrieb bedacht.
Mit Stand 2017 werden fünf Lehrberufe ausgebildet:
- Informationstechnologe/-in
- Elektrotechniker/-in
- Elektroniker/-in – angewandte Elektronik
- Bürokaufmann/-frau
- Einzelhandelskaufmann/-frau

Die Ausbildung dauert je nach Lehrberuf 3,5 bis 4 Jahre.

## Belege
1. ↑   Firmenbuchnummer: FN 68623 t.
2. ↑  Circa 50 Gesellschafter aus Frastanz.
3. ↑  Angaben nachfolgend gemäß: E-Werke Frastanz: 100 Jahre E-Werke Frastanz, S. 7.
4. ↑  Vorarlberger Volksblatt vom 18. Oktober 1908, S. 6.
5. 1 2  Sonderbeilage E-Werke Frastanz zu den Vorarlberger Nachrichten vom 10. Dezember 2021, S. 2 f.
6. ↑  Vorarlberger Volksblatt vom 4. Dezember 1910, S. 5.

Koordinaten: 47° 29′ 16,8″ N, 9° 44′ 10,4″ O